# Kačarová
Kačarová (ok. 830 m) – mało wybitny szczyt w Wielkiej Fatrze na Słowacji. Wznosi się nad miejscowością Blatnica w zakończeniu północno-zachodniego grzbietu Ostrej (Ostrá, 1247 m). Stoki północno-wschodnie opadają do dna doliny Konský dol, południowo-zachodni do Blatnickiej doliny, północno-zachodnie do Gaderskiej doliny. 
Kačarová jest całkowicie porośnięta lasem, ale jest w nim wiele wapiennych skał i ścian. Położona jest na obszarze Parku Narodowego Wielka Fatra i podlega dodatkowej ochronie, znajduje się bowiem w rezerwacie przyrody Tlstá. Jest to rezerwat o najwyższym (piątym) stopniu ochrony.